# Эдвардс, Роберт Оуэн
Роберт Оуэн «Роб» Эдвардс (англ. Robert Owen Edwards; род. 25 декабря 1982, Телфорд, Шропшир) — валлийский футболист и футбольный тренер. С 24 июня 2025 года — главный тренер «Мидлсбро».

## Клубная карьера

### «Астон Вилла»
Профессиональную карьеру начал в «Астон Вилле». За основной состав дебютировал 28 декабря 2002 года в игре против «Мидлсбро». В январе 2003 года подписал с клубом новый контракт на два года. В сезоне 2002/03 сыграл девять матчей за «Виллу» во всех турнирах.
В ноябре 2003 года отдан в аренду в «Кристал Пэлас» на один месяц. Сыграл шесть игр, забил один мяч в ворота «Ковентри Сити».
В январе 2004 года отдан в аренду «Дерби Каунти» до конца сезона. За команду сыграл десять матчей, забил один мяч в игре против «Джиллингема».
В мае 2004 года ушёл из клуба.

### «Вулверхэмптон Уондерерс»
В июле 2004 заключил трёхлетний контракт с «Вулверхэмптон Уондерерс». Проведя за новый клуб четыре матча, получил травму и выбыл из строя на шесть месяцев.
В сезоне 2005/06 под руководством нового тренера Мика Маккарти стал получать больше игрового времени, являясь основным игроком. В апреле 2007 года вновь получил травму и выбыл до конца сезона.
К началу сезона 2007/08 восстановился после повреждения, но в игре за резервный состав против «Уолсолла» снова получил травму.
9 февраля 2008 года в матче против «Сток Сити» забил свой первый и единственный мяч за «Вулверхэмптон».
В мае 2008 года выставлен на трансфер, несмотря на оставшийся год контракта.

### «Блэкпул»
6 августа 2008 года подписал двухлетнее соглашение с «Блэкпулом». Дебютировал за клуб 9 августа 2008 года в матче против «Бристоль Сити».
29 августа главный тренер команды Саймон Грейсон объявил, что Эдвардс назначен капитаном команды на сезон 2008/09.
29 декабря в матче против своего бывшего клуба — «Вулверхэмптона» — забил первый мяч за «Блэкпул». В конце сезона вновь выпал из основного состава из-за травмы.
В 2009 году «Блэкпул» возглавил Иан Холлоуэй. При новом тренере Эдвардс также являлся одним из ключевых игроков команды, сыграв в двадцати одном матче сезона.
19 июля 2010 года продлил контракт с клубом ещё на один сезон. В ноябре 2010 года вышел на поле в матче Премьер-лиги впервые с сезона 2002/03.
21 февраля 2011 года на правах аренды присоединился к «Норвич Сити» до конца сезона. Помог клубу занять второе место в Чемпионшипе и выйти в Премьер-лигу.
По завершении сезона покинул «Блэкпул» в качестве свободного агента.

### «Барнсли»
1 июля 2011 года заключил контракт с «Барнсли». Дебютный матч за «Барнсли» провёл 21 февраля 2012 года.
В начале сезона 2012/13 на правах аренды в течение месяца выступал за «Флитвуд Таун». 31 января 2013 года, также на правах аренды, перешёл в «Шрусбери Таун» до конца сезона.

### После завершения карьеры
11 октября 2013 года объявил о завершении карьеры из-за хронических травм.
Перешёл к тренерской деятельности, возглавив юношескую команду «Вулверхэмптона». Летом 2015 года перешёл на должность тренера основной команды.
25 октября 2016 года после увольнения Вальтера Дзенги возглавил клуб в качестве исполняющего обязанности главного тренера. Под его руководством команда провела два матча, сыграв вничью 1:1 с «Блэкберном» и уступив 2:3 «Дерби Каунти». Затем работал в штабе нового тренера — Пола Ламберта. Покинул команду вместе с главным тренером по окончании сезона 2016/17.

## Карьера в сборной
На юношеском уровне выступал за сборную Англии в неофициальных матчах. Так как родители Эдвардса имели валлийские корни, в дальнейшем выступал за сборную Уэльса. Дебютировал в составе сборной 29 марта 2003 года в отборочном матче Евро-2004 против Азербайджана.

### Тренерская статистика
| Клуб                          | Страна | Начало работы    | Завершение работы | Показатели | Показатели | Показатели | Показатели | Показатели |
| Клуб                          | Страна | Начало работы    | Завершение работы | И          | В          | Н          | П          | % побед    |
| ----------------------------- | ------ | ---------------- | ----------------- | ---------- | ---------- | ---------- | ---------- | ---------- |
| Вулверхэмптон Уондерерс и. о. | Англия | 25 октября 2016  | 4 ноября 2016     | 1          | 0          | 1          | 0          | 000,00     |
| Телфорд Юнайтед               | Англия | 1 июля 2017      | 4 мая 2018        | 8          | 3          | 0          | 5          | 037,50     |
| Вулверхэмптон Уондерерс U-21  | Англия | 1 июля 2018      | 2 октября 2019    | 34         | 18         | 6          | 10         | 052,94     |
| Англия U-16                   | Англия | 24 сентября 2020 | 26 мая 2021       | 1          | 0          | 0          | 1          | 000,00     |
| Форест Грин Роверс            | Англия | 27 мая 2021      | 11 мая 2022       | 53         | 26         | 15         | 12         | 049,06     |
| Уотфорд                       | Англия | 1 июля 2022      | 26 сентября 2022  | 11         | 3          | 5          | 3          | 027,27     |
| Лутон Таун                    | Англия | 17 ноября 2022   | 9 января 2025     | 102        | 33         | 23         | 46         | 032,35     |
| Мидлсбро                      | Англия | 24 июня 2025     | н.в.              | 3          | 2          | 0          | 1          | 066,67     |
| Итого                         | Итого  | Итого            | Итого             | 213        | 85         | 50         | 78         | 039,91     |